# Toitenwinkel
Toitenwinkel è un quartiere (Stadtteil) di Rostock.